# Argentinische Ameise
Die Argentinische Ameise (Linepithema humile) ist eine Art der Drüsenameisen (Dolichoderinae). Sie stammt ursprünglich aus Südamerika, doch wurde sie unbeabsichtigt von Menschen in neue Gebiete verschleppt und ist mittlerweile ein nahezu weltweit verbreitetes, invasives Neozoon.

## Merkmale
Die Argentinische Ameise ist hellbraun. Arbeiterinnen sind 2,1–3 mm lang, Königinnen erreichen eine Länge von 4,5–4,9 mm.
Während die Gattung Linepithema gut erkennbar ist, sind die Mitglieder der Gattung untereinander nur schwer unterscheidbar. Andere Linepithema-Arten werden sehr häufig mit der Argentinischen Ameise verwechselt. In Mitteleuropa sind die Arbeiterinnen durch eine Reihe charakteristischer Merkmale von anderen Drüsenameisen zu unterscheiden. Das Propodeum überragt das Mesonotum deutlich. Die Bezahnung der Mandibeln ist sehr unregelmäßig gebaut: Insgesamt sind es 5–6 über den Kaurand verteilte größere Zähne und in den Zwischenräumen 11–15 deutlich kleinere Zähne. Die Unterkiefertaster sind 6-gliedrig, die Labialtaster 4-gliedrig.

## Verbreitung
Das ursprüngliche Verbreitungsgebiet der Argentinischen Ameise war auf Argentinien, Brasilien, Paraguay und Uruguay beschränkt, wo sie in der Nähe des Río Paraná vorkommt. Heute ist die Argentinische Ameise ein nahezu weltweit verbreitetes Neozoon, das mit dem Gütertransport etwa über Schiffe und Flugzeuge versehentlich verschleppt wurde. Gegenwärtig (2011) hat sie ihre Verbreitung auf insgesamt 21 Staaten auf mehreren Kontinenten ausgeweitet. 1895 wurde sie erstmals nach Südeuropa verschleppt und breitete sich von großen Küstenstädten ausgehend insbesondere in anthropogenen Lebensräumen aus. Da die Art jedoch nicht frosthart ist, blieb ihr Verbreitungsgebiet in Mitteleuropa bisher auf Warmhäuser beschränkt – es existieren keine permanenten Freilandvorkommen. Diese Art wurde in ihrer Ausbreitung bisher meist durch klimatische Einschränkungen gebremst, daher könnte die globale Erwärmung die Ausbreitung dieser invasiven Art begünstigen. Örtlich bremsen auch heimische, konkurrenzstarke Ameisenarten die Ausbreitung der Argentinischen Ameise.

## Ökologie

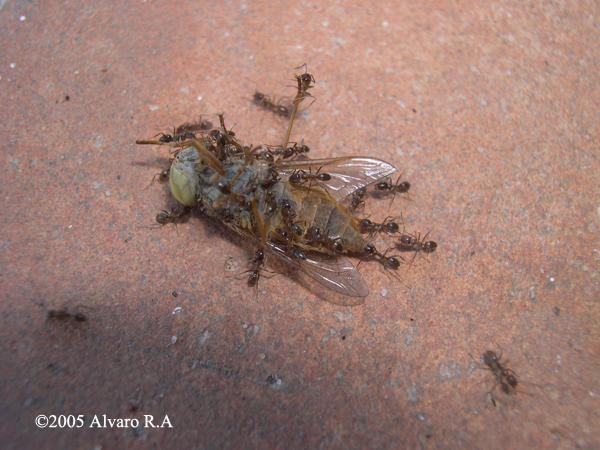
Argentinische Ameisen fressen an einer Fliege. Coto de Doñana, Spanien.

Das Habitat der Argentinischen Ameise in ihrer ursprünglichen Heimat ist tropischer und subtropischer Wald. Ihre in Europa bevorzugten Lebensräume sind landwirtschaftliche Gebiete, Gärten und verschiedene weitere, vom Menschen beeinflusste Habitate. Sie dringt jedoch auch in nicht-gestörte Habitate ein, unter anderem Eichen- und Kiefernwälder im Mittelmeerraum. Dabei bevorzugt sie Gebiete mit moderater Temperatur und Feuchtigkeit. Argentinische Ameisen sind Allesfresser und nehmen Honigtau, Nektar, Insekten und Aas zu sich.

## Koloniestruktur
In ihrer Heimat sind Kolonien der Argentinischen Ameise monogyn (eine Königin pro Kolonie), und die Kolonien bekämpfen sich untereinander. Dort wo sie eingeschleppt wurde, bildet die Argentinische Ameise jedoch sogenannte Superkolonien aus mehreren Nestern (polydom) mit jeweils mehreren Königinnen (polygyn). Diese Kolonien können sich über riesige Areale erstrecken: Die größte erstreckte sich nach dem Stand von 2007 über eine Länge von 6000 km von Galicien bis Italien. Grund ist der sogenannte Gründereffekt: Meist werden nur sehr wenige Individuen verschleppt und somit auch nur wenig genetische Vielfalt. Davon sind auch Gene betroffen, die bei der Produktion von sogenannten kutikularen Kohlenwasserstoffen mitwirken. Anhand dieser chemischen Signatur erkennen Ameisen Mitglieder ihrer eigenen Kolonie und können sie von anderen Kolonien unterscheiden. Da sich aber aus anfänglich nur wenigen Individuen eine ganze Population bildet, besitzt die gesamte Population ähnliche Anlagen für die Erkennung von Koloniemitgliedern – sie sind untereinander nicht mehr aggressiv. Die einzelnen Bauten stehen in ständigem Kontakt untereinander und agieren gemeinsam.
Schlüpfende Königinnen werden direkt im Nest begattet. Für ihre Lebensdauer von durchschnittlich 0,9 Jahren produzieren sie dann Eier. In der Abwesenheit von Königinnen können Arbeiterinnen unbefruchtete Eier legen, aus denen dann Männchen schlüpfen. Die Superkolonien breiten sich durch Anlage von neuen Nestern in der Nähe von alten Nestern aus und erweitern sich jährlich um bis zu 150 m.

## Als Neozoen
Die Argentinische Ameise wird von der Invasive Species Specialist Group der IUCN als eines der 100 schlimmsten Neobiota weltweit eingestuft. Auch wenn sie sich meist in vom Menschen geprägten Räumen ansiedelt, so kann sie auch in naturbelassene Lebensräume eindringen. Dort tritt sie oft als überlegener Konkurrent heimischer Ameisen auf, da sie sich durch ihre Superkolonien nicht gegenseitig bekämpfen und die Nahrungssuche optimieren können. Oft finden sie Nahrung schneller als andere Ameisen und zeigen teilweise auch aggressives Verhalten gegenüber heimischen Ameisenarten. Wegen der enorm hohen Bestandsdichten, die sie als Superkolonien erreichen können, richten sie auch beträchtlichen Schaden an Ökosystemen als Ganzes an – so stören sie durch Reduktion heimischer Ameisen mutualistische Beziehungen zwischen heimischen Ameisen und Pflanzen. Durch intensive Bejagung können sie Bestände heimischer Gliederfüßer stark reduzieren, die teilweise wichtige Bestäuber von Pflanzen sind. Damit nehmen auch Blütenpflanzen indirekt Schaden. Zuletzt kann auch eine Schädigung der Landwirtschaft einhergehen, da Argentinische Ameisen wie viele andere Ameisen Blattläuse pflegen, um an Honigtau zu gelangen. Durch die große Anzahl Argentinischer Ameisen können Bestandsexplosionen von Blattläusen hervorgerufen werden, die dann Nutzpflanzen schädigen.
Aufgrund dieser Probleme wurde mehrfach versucht, die Argentinische Ameise lokal auszurotten, meist ohne Erfolg. Dabei kommen verschiedene Präventionsmaßnahmen gegen Einschleppung sowie Insektizide zum Einsatz. In Kalifornien zum Beispiel konnten Bestände der Argentinischen Ameise lokal um bis zu 90 % reduziert werden, indem vergiftete Köder ausgelegt wurden.
Wissenschaftler von der University of California, Irvine haben eine Methode entwickelt, den Geruch der Argentinischen Ameise gegen sie zu verwenden. Das individuelle Kohlenwasserstoffe-Profil des Exoskeletts von Ameisen spielt eine wichtige Rolle für die Erkennung anderer Nestmitglieder. Die Wissenschaftler entwickelten einen Stoff, der dem natürlichen bloß ähnlich ist. Dieser Stoff führt bei Anwendung auf ein Individuum dazu, dass dieses von Nestmitgliedern attackiert und getötet wird. Diese chemische Kontrollmethode könnte in Kombination mit anderen Anwendungen eine wirksame Bekämpfung ermöglichen.
Ein anderer Ansatz zur großflächigen Kontrolle der Argentinischen Ameise wurde von Wissenschaftlern aus Japan vorgeschlagen. Sie wiesen nach, dass es möglich ist, das Wegfindungsverhalten der Argentinischen Ameise mit Hilfe eines synthetischen Pheromons zu beeinträchtigen. Dies wurde später durch weitere Experimente einer neuseeländischen Forschungsgruppe auf Hawaii und durch Wissenschaftler der Victoria University of Wellington bestätigt, die zeigten, dass diese Vorgehensweise auch positive Auswirkungen auf andere lokale Ameisenarten hat.

## Taxonomie
Synonyme der Art lauten Iridomyrmex humilis (Mayr, 1868) und Hypoclinea humile Mayr, 1868. Unter letzterem Namen wurde die Art ursprünglich erstbeschrieben.

## Film
- Krieg der Ameisen. Fernseh-Dokumentation, Deutschland, 2012, 52 Min., Buch und Regie: Stefan Geier, Produktion: arte, Bayerischer Rundfunk,  Erstsendung: 6. September 2012 bei arte, Inhaltsangabe von arte.
 Dokumentation über die größte Superkolonie von Argentinischen Ameisen entlang der südeuropäischen Mittelmeerküste. Der Film zeigt, mit welchen Strategien die Argentinischen Ameisen einheimische Arten bekämpfen, und begleitet Wissenschaftler, die ihre Ausbreitung stoppen wollen.
- Die Ameisen Megakolonie und der größte Krieg der Erde. Internet-Dokumentation, Deutschland, 2020, 9 Min., Produktion: Kurzgesagt, funk, Veröffentlichung: 26. Februar 2020 bei Youtube.

## Belege
1. 1 2 3 4 5  
Linepithema humile auf europe-aliens.org; Archiv; Project beendet.
2. ↑  
A. L. Wild: Taxonomy and Distribution of the Argentine Ant, Linepithema humile (Hymenoptera: Formicidae). In: Annals of the Entomological Society of America. 97(6), 2004, S. 1204–1215.
3. 1 2  
A. L. Wild: Taxonomic Revision of the Ant Genus Linepithema (Hymenoptera: Formicidae). UC Publications in Entomology, University of California Press 2007.
4. 1 2 3 4 5  
B. Seifert: Die Ameisen Mittel- und Nordeuropas. Lutra, 2007, ISBN 978-3-936412-03-1.
5. 1 2 3  
Linepithema humile (Memento vom 5. März 2016 im Internet Archive) in der Invasive Species Database; abgerufen am 22. August 2011.
6. 1 2  
N. Roura-Pascual, C. Hui, T. Ikeda, G. Leday, D. M. Richardson, S. Carpintero, X. Espadaler, C. Gómez, B. Guénard, S. Hartley, P. Krushelnycky, P. J. Lester, M. A. McGeoch, S. B. Menke, J. S. Pedersen, J. P. W. Pitt, J. Reyes, N. J. Sanders, A. V. Suarez, Y. Touyama, D. Ward, P. S. Ward, S. P. Worner: Relative roles of climatic suitability and anthropogenic influence in determining the pattern of spread in a global invader. In: PNAS. 108(1), 2011, S. 220–225.
7. ↑  
N. Roura-Pascual, A. V. Suarez, C. Gómez, P. Pons, Y. Touyama, A. L. Wild, A. T. Peterson: Geographical potential of Argentine ants (Linepithema humile Mayr) in the face of global climate change. In: Proceedings of the Royal Society of London. B 271, 2004, S. 2527–2535.
8. ↑  
N. D. Tsutsui, T. J. Case: Population Genetics and Colony Structure of the Argentine Ant (Linepithema humile) in its Native and Introduced Ranges. In: Evolution. 55(5), 2001, S. 976–985.
9. ↑  N. E. Heller: Colony structure in introduced and native populations of the invasive Argentine ant, Linepithema humile. In: Insectes Sociaux. Band 51, Nr. 4, 2004, S. 378–386, doi:10.1007/s00040-004-0770-0.
10. ↑  Ants' own chemical may control them
11. ↑  Roy Rivenburg: UCI makes ants go ape by giving them B.O. In: Los Angeles Times. 15. September 2006, abgerufen am 2. März 2017.
12. ↑  Patent  US8278360B2: Behavior-disrupting agent and behavior-disrupting method of argentine ant. Angemeldet am 23. Februar 2005, veröffentlicht am 2. Oktober 2012, Anmelder: Shinetsu Chemical Co, Erfinder: Sadahiro Tatsuki et al.‌
13. ↑  David M Suckling, R. W. Peck, L. M. Manning, L. D. Stringer, J. Cappadonna, A. M. El-Sayed: Disruption of Foraging by a Dominant Invasive Species to Decrease Its Competitive Ability. In: Journal of Chemical Ecology. Band 34, Nr. 12, 2008, S. 1602–1609, doi:10.1007/s10886-008-9566-4, PMID 19034574.
14. ↑  Fabian L. Westermann, David M. Suckling, Philip J. Lester: Disruption of Foraging by a Dominant Invasive Species to Decrease Its Competitive Ability. In: PLOS ONE. Band 9, Nr. 3, 2014, S. e90173, doi:10.1371/journal.pone.0090173, PMID 24594633 (plosone.org [PDF; 457 kB]).